# Centre pénitentiaire de Longuenesse
Le centre pénitentiaire de Longuenesse est une prison française située dans la commune de Longuenesse dans le département du Pas-de-Calais en région Hauts-de-France. Ce centre pénitentiaire peut accueillir jusqu'à 600 détenus.

## Histoire
Construite dans le cadre du Programme 13 000, le centre pénitentiaire de Longuenesse accueille ses premiers détenus en juin 1991. C'est un établissement fonctionnant sur le mode de la « gestion déléguée ». Il est situé à la périphérie de la ville de Saint-Omer, à 45 min des villes de Calais, Boulogne et Dunkerque, à 1 heure de Lille. À proximité de l'Angleterre, il accueille près de 40 nationalités différentes. Un détenu sur six est anglophone.

## Description
L’établissement possède un bâtiment  maison d’arrêt (C1/C2), qui inclut le quartier mineur (Promenade différentes des majeurs) et deux bâtiments centre de détention (A1/A2 et A3/A4) ainsi qu’un atelier de travail pour les détenu. Ainsi qu’un bâtiment SAS/QPA hors du Centre pénitentiaire.
> Dans le Centre pénitentiaire, les ailes possèdes 24 cellules (25 si nous comptons la douche qui n’est pas en cellule sauf pour les mineurs). En maison d’arrêt cela fais avoir 2 triplette (Cellule avec 3 Lit) pour combler le manque de la cellule qui est la douche (Soit 48 détenus dans la norme par aile) et au centre de détention (seul en cellule) 2 doublette (2 en cellule) sont mis à disposition pour combler le manque de cellule à cause de la douche
> Les cellules dispose depuis le mois de Février 2025, de tablette numérique appelé NED, avec un compte pour chaque détenu. Le tarif de remboursement en cas de dégradation s’élève à 250€ pour la tablette, 200€ le boîtier la protégeant et 5€ le câble internet/de charge.
L'établissement dispose d’un terrain de foot et également d'un gymnase construit dans le cadre du programme « Euronef », projet financé sur des fonds européens permettant la construction de gymnases par les détenus dans le cadre de chantiers-écoles pédagogiques encadrés techniquement par la fédération des compagnons du tour de France,.
L’établissement possède une école, permettant au détenus de se remettre à niveau, ou passer des diplômes, l’école se trouvant au dessus de l’infirmerie.
L'établissement a mis en place le programme « Respecto ».
L’établissement possède un Quartier Disciplinaire (QD) ainsi qu’un Quartier d’Isolement (QI)
Celle qu’on appelle par facilité « prison » de Longuenesse a été mise en service en 1991,  dans de nouveaux établissements sur tout le territoire. 
Les lieux sont également occupés par 244 personnes de l’administration pénitentiaire (156 surveillants et administratifs), une quinzaine de personnes du service pénitentiaire d’insertion et de probation (SPIP), d’une unité sanitaire d’une quarantaine de personnes dépendant du centre hospitalier d’Helfaut et autant de collaborateurs de la société GEPSA, prestataire de services (restauration, maintenance…) spécialisé en milieu sécurisé. Une quinzaine de personnes de l’Éducation nationale interviennent également sur place, en permanence ou occasionnellement. Ajoutons que 50 places en semi-liberté à Saint-Martin-Boulogne dépendent du centre de Longuenesse.